# ناصيف نصار
ناصيف نصار (1940م) مفكر وباحث وأكاديمي لبناني، له عشرات المؤلفات والدراسات التي حاول من خلالها التنظير لتحقيق الاستقلال الفلسفي للفكر العربي المعاصر بالمعنى القومي، وبمحاولته للتنظير للعلاقة بين الفلسفة والأيديولوجيا ولمفاهيم السلطة والحرية والأمة والحضور التاريخي. كما حاز العديد من الجوائز العربية، وكتبت عن أعماله عدة دراسات وأبحاث أكاديمية. ويطلق عليه لقب فيلسوف لبناني.

## سيرة
ولد ناصيف نصّار في بلدة في بلدة نابيه، في المتن الشمالي، في العام 1940. أنهى دروسه الثانوية بنيل بكالوريا أولى فرنسية في العلوم اللبنانية في الآداب وبكالوريا ثانية لبنانية في الفلسفة. نال إجازة تعليمية في الفلسفة والعلوم الاجتماعية من الجامعة اللبنانية وكان قد انتسب إلى معهد المعلمين العالي في العام 1959، وفي العام 1962 نال لتفوقه البارز منحه للتخصص في الجامعات الفرنسية في حقل الفلسفة.
حاز شهادة دكتوراه الدولة في الفلسفة من جامعة السوربون في باريس في العام 1967 عن أطروحته: «الفكر الواقعي عند ابن خلدون». علّم في الجامعة اللبنانيّة من 1967 حتى 2005، وقد عيّن عميداً لكليّة الآداب والعلوم الإنسانيّة، وعميداً لمعهد العلوم الاجتماعيّة في الجامعة اللبنانية.
شارك نصّار في تأسيس وإدارة الجمعيّة الفلسفية العربيّة (مقرّها عمّان) عام 1987، وشغل منصب نائب الرئيس. وعمل بصفة أستاذ زائر في جامعة لوفان في بلجيكا عام 1978. وشارك في العديد من الندوات العلمية والفلسفية في لبنان وفي البلدان العربية وفي أوروبا وأمريكا.

### جوائز وأسمة
نال نصّار العديد من الأوسمة والجوائز، وحفلات التكريم، منها:
- جائزة الدكتور منيف الرزاز للدراسات والفكر التي تمنحها رابطة الكتاب الأردنيين العام 1995.
- جائزة مؤسسة سلطان بن علي العويس الثقافيّة للدراسات الإنسانيّة في 1999.
- شهادة «رجال متفوقون في القرن العشرين» من المركز الدولي لسير الإعلام في مدينة كيمبردج، أنكلترا.

## مشروعه الفلسفي
في حوار مع جريدة الأخبار اللبنانية (عام 2011) يقول نصار:
«لدي ثلاثة مؤلفات تعبّر عن فلسفتي: «طريق الاستقلال الفلسفي» هو كتاب وضعته بعد تجاربي الأولى في البحث والتأليف في سبعينيات القرن الماضي، وهو كتاب في المنهج، أحدّد فيه المفاهيم والطرق التي ينبغي للفيلسوف العربي أن يعتمدها وأن يسلكها لكي يخرج من تاريخ الفلسفة ويصبح فيلسوفاً بحسب مقتضيات الخصوصيّة الثقافيّة العربية، علماً أنّ الفلسفة هي كونّية الطابع، ولكنّها تعمل في إطار خصوصيات ثقافية، فهي تتقدّم على مستوى الجدليّة القائمة بين الكونيّة والخصوصيّة: خصوصيّة الوضع، وكونيّة الموضوع. كثير من الناس الذين يعرفونني يقرنون اسمي بذلك الكتاب، لأنّه بالواقع، ومن دون أيّ تبجّح، علامة فارقة في الفلسفة والثقافة العربية المعاصرة، وقد خصّته الموسوعة الفرنسية الفلسفية الكونية الصادرة عن PUF بعمودين في بداية التسعينيات. بعد ذلك، اشتغلت على بناء المنهج، فوضعت أعمالاً فلسفية متنوعة ومتكاملة صدرت تباعاً بعد ذلك التاريخ، أهمّها «منطق السلطة» الذي أطرح فيه نظرية متكاملة لموضوع السلطة الذي هو موضوع رئيس في مؤلّفاتي. وأعتقد أنّه، كما قال أحد الباحثين من ذوي الاطلاع الواسع، بحث غير مسبوق. ثم كتبت كتاباً كاملاً عن الحريّة التي هي بنظري مفهوم فلسفي متلازم مع مفهوم السلطة. كتابي «باب الحريّة» لا يدخل في تفاصيل الحريّات الميدانيّة، بل هو قائم على الدفاع عن مبدأ الحريّة وأوّليّة الحريّة في الوجود الإنساني. وبعد ذلك، ساقتني أبحاثي إلى التعمّق في موضوع الوجود التاريخي الذي خصصت له كتاباً كاملاً تحت عنوان «الذات والحضور».

## أعماله
لنصّار عشرات الأعمال والكتابات والدراسات، منها:
- نحو مجتمع جديد: مقدمات أساسية في نقد المجتمع الطائفي – 1970
- طريق الاستقلال الفلسفي: سبيل الفكر العربي إلى الحرية والإبداع – 1977
- طريق الالتزام الفلسفي - 1979
- الفلسفة في معركة الايديولوجيا: اطروحات في تحليل الايديولوجيا وتحرير الفلسفة من هيمنتها – 1980
- الفكر الواقعي عند ابن خلدون: تفسير تحليلي جدلي لفكر ابن خلدون في بنيته ومعناه – 1981.
- مفهوم الأمة بين الدين والتاريخ: دراسة في مدلول الأمة في التراث العربي الإسلامي – 1983.
- تصورات الأمة المعاصرة: دراسة تحليلية لمفاهيم الأمة في الفكر العربي الحديث والمعاصر -  1986
- مطارحات للعقل الملتزم – 1986
- مفهوم الأمة بين الدين والتاريخ - 1987
- الأيديولوجيا على المحك: فصول جديدة في تحليل الإيديولوجيا ونقدها – 1994
- منطق السلطة: مدخل إلى فلسفة الأمر - 1995
- التفكير والهجرة: من التراث إلى النهضة العربية الثانية - 1997
- في التربية والسياسة: متى يصير الفرد في الدول العربية مواطنا - 2000
- باب الحريّة: انبثاق الوجود بالفعل - 2003
- الذات والحضور: بحث في مبادئ الوجود التاريخي – 2009
- «الإشارات والمسالك: من إيوان ابن رشد إلى رحاب العلمانية» - 2011
- الفكر الواقعي عند ابن خلدون: تفسير تحليلي وجدلي لفكر ابن خلدون في بنيته ومعناه - 2014
- نحو مجتمع جديد: مقدمات أساسية في نقد المجتمع الطائفي - 2016
- تصورات الأمة المعاصرة: دراسة تحليلية لمفاهيم الأمة في الفكر العربي الحديث والمعاصر - 2017
- التنبيهات والحقيقة - مقالات إضافية حول الفلسفة والديموقراطية - 2019
- مقالة في الوجود - قراءة نقدية في المقدمة المالكية - 2019 [8]
- عشتار في اللباس والجسد - مركز دراسات الوحدة العربية، بيروت 2022 [15]

- بالفرنسية
- الفكر الواقعي عند ابن خلدون (أطروحة الدكتوراة) - 1967

## كتب عنه
- من إيوان ابن رشد إلى رحاب العلمانية - قطيعة مع القراءة البكائية للتراث - رشيد بوطيب
- الفلسفة في معترك العدل: قراءة في تصور ناصيف نصار لجدلية السلطة والعدل - نبيل فازيؤ
- أين نموضع قول ناصيف نصار - إلهام منصور
- ناصيف نصار، تصورات الأمة المعاصرة - معن بشور
- العقلانية الفلسفية العربية في مرآة ناصيف نصار - عبد الإله بلقزيز

- طريق الاستقلال الفلسفي (باب الحرية): قراءات نقدية في فكر ناصيف نصار - 2003
- ناصيف نصار: علم الاستقلال الفلسفي - 2008
- ناصيف نصار: من الاستقلال الفلسفي إلى فلسفة الحضور - 2014

## روابط خارجية
- فلاسفة العرب: الدكتور ناصيف نصار
- إبحار في المشروع الفلسفي للدكتور ناصيف نصار
- ناصيف نصار: مفهوم الدولة المدنية غامض والعلمانية شرط للديموقراطية
- ناصيف نصار يحرر الفلسفة من التأويل اللاهوتي
- الدين يقوم على الإيمان والإيمان ممكن مع استقلال العقل والدولة عن الدين – جريدة الرأي
- ناصيف نصار: النهضة العربية الثانية قادمة – جريدة الأخبار